# Silvio Martinello
Silvio Martinello (nascido em 19 de janeiro de 1963) é um ex-ciclista italiano que participava em competições de ciclismo de estrada e pista.
Foi o vencedor e recebeu a medalha de ouro na prova de corrida por pontos nos Jogos Olímpicos de 1996 em Atlanta, nos Estados Unidos, seguido pela medalha de bronze no madison, em Sydney 2000, na Austrália, ao lado de Marco Villa. Se tornou profissional em 1986 e competiu até o ano de 2003.